# دوست یا دشمن (باب‌اسفنجی شلوارمکعبی)
" دوست یا دشمن " اولین قسمت فصل پنجم و قسمت ۸۱ سریال تلویزیونی انیمیشنی آمریکایی باب‌اسفنجی شلوارمکعبی است. این اپیزود توسط کیسی الکساندر، زئوس کرواس، مایک میچل، استیون بنکس و تیم هیل نویسندگی و انیمیشن توسط آلن اسمارت و تام یاسومی کارگردانی شد. الکساندر، کرواس و میچل نیز به عنوان مدیران استوری‌برد کار می‌کردند. این قسمت در ۱۳ آوریل ۲۰۰۷ ساعت ۱۹ در نیکلودئون در ایالات متحده و در سال ۱۳۹۲ با دوبله فارسی در ایران منتشر شد.

## داستان
پس از یک حمله دیگر پلانکتون به رستوران آقای خرچنگ، باب اسفنجی از آقای خرچنگ می‌پرسد چرا آنها از یکدیگر متنفر هستند. آقای خرچنگ در یک سری از گذشته نمایی‌ها به او می‌گوید او و پلانکتون در گذشته بهترین دوستان هم حتی از تولد بودند و همه چیز را با هم انجام می‌دادند. آنها در دبستان مورد تمسخر دیگران به دلیل فقیر بودن آقای خرچنگ و هوش بالای پلانکتون می‌گرفتند. یک روز، آقای خرچنگ یک پنی در یک کارناوال پیدا می‌کند، و برای اولین بار یک پول را می‌بیند، که برای پلانکتون بادکنک می‌خرد. بعداً آنها پول کافی برای خرید یک همبرگر از همبرگرهای استینکی می‌گیرند که با داشتن مزه وحشتناک و بودن مغازه در گورستان زایدات، به اندازه کافی پول درمی‌آورد، زیرا تنها در شهر یک همبرگر فروشی وجود دارد و خیلی هم محبوب است. هنگامی که استینکی از دادن یک همبرگر به آنها خودداری می‌کند، گفت که حضور آنها برای کسب و کارش بد است، بنابراین پلانکتون و خرچنگ تصمیم می‌گیرند همبرگر فروشی خودرا راه اندازی کنند، و همبرگر خود را تولید می‌کنند، اما هیچ‌کس نمی‌خواهد آن را امتحان کند. سپس آنها متوجه شدند که اداره سلامت مغازه استینکی را پلمپ کرده‌است، به این ترتیب آن دو مغازه «پلابز برگرز» باز می‌کنند که کودکان مجبور به خوردن همبرگرهای آنجا هستند، با وجود اینکه بدتر از استینکی است. پلانکتون می‌گوید که آنها اکنون کودکان را در کنترل دارند. آقای خرچنگ استدلال می‌کند که باید در مورد رضایت مشتری، به جای کنترل گرفتن مردم تلاش کنند. به زودی آنها باهمدیگر دعوا می‌کنند، و خرچنگ به یک توده زباله پرت می‌شود و به پلانکتون می‌گوید که یک روز او پشیمان خواهد شد.
در رستوران خرچنگ، پلانکتون از یک نمکدان بیرون میاید و داستان آقای خرچنگ را رد می‌کند و به باب اسفنجی نسخه دیگر داستان را تعریف می‌کند. در داستان او آقای خرچنگ می‌خواهد بر جیپ‌ها و پولهای مشتریان حکومت کند ولی پلانکتون نظر دیگری دارد و فرمول آنها پاره می‌شود و این بار پلانکتون به توده‌های زباله پرت می‌شود. ناگهان کارن ظاهر می‌شود و داستانهای هردو نفر رد می‌کند و ماجرای واقعی را تعریف می‌کند: پلانکتون و خرچنگ همبرگر را تهیه می‌کنند اما آنجا کسی نیست. ناگهان صدای آهنگی می‌آید که مال ماشین پیرمرد جنکیز است. خرچنگ به دلیل اینکه جنکیز کمک زیادی به خانواده خرچنگ نموده و دوست قدیمی آنهاست به او یکی از همبرگرهای پلابز را به تعارف می‌کند؛ و بعد از خوردن همبرگر جنکیز می‌میرد. خرچنگ و پلانکتون بعد از این اتفاق همدیگر را مقصر دانسته و باهم دیگر دعوا می‌کنند. فرمول پاره شده و پلانکتون از خرچنگ دور می‌شود و اتفاقی کاری می‌کند که موادی بر روی ترکیبات همبرگر بیفتد و خرچنگ آن را می‌چشد و می‌فهمد بالاخره فرمول سری همبرگر را فهمیده و خوشحال می‌شود. آنها به دبستان ابتدایی بر می‌گردند و آقای خرچنگ با همبرگرهای خرچنگی اش برمیگردد و پلانکتون با چام برگرهایش. یک بچه چام پلانکتون را خورد و بالا آورد و غش کرد و کسی دیگر همبرگر خرچنگی آقای خرچنگ را می‌خورد و آنقدر خوشش می‌آید که بقیه هم آن همبرگر هارا هم می‌خورند. پلانکتون قسم می‌خورد که روزی انتقامش را بگیرد و فرمول سری همبرگر خرچنگی را بدزدد.
و در آخر پلانکتون و آقای خرچنگ دوباره باهمدیگر دوست می‌شوند، اما پلانکتون خیانت می‌کند و فرمول را به همراه کارن می‌دزدد؛ و خرچنگ و پلانکتون دوباره با هم دیگر دشمن می‌شوند.